# Oesusu
Oesusu is een bestuurslaag in het regentschap Kupang van de provincie Oost-Nusa Tenggara, Indonesië. Oesusu telt 1085 inwoners (volkstelling 2010).